# Sobrado à Rua Inácio Acioly, n. 4
O Sobrado à Rua Inácio Acioly, n. 4 é uma edificação localizada em Salvador, município do estado brasileiro da Bahia. Foi é na verdade uma residência térrea e foi tombada pelo Instituto do Patrimônio Histórico e Artístico Nacional (IPHAN) em 1943, através do processo de número 252.
Atualmente funciona no endereço a Sede das Voluntárias Sociais da Bahia.

## Arquitetura
Residência urbana, térrea, de valor principalmente ambiental. A construção de alvenaria de pedra e divisões de tijolo, obedece ao modelo comumente adotado nas residências mais modestas do período colonial, com parede-meia e beiral do tipo beira-seveira. Apresenta planta retangular, de corredor lateral, para onde se abrem salas, quartos e alcovas.
Foi tombado pelo IPHAN em 1943, recebendo tombo de belas artes (Inscrição 260/1943).